# Rayan Aït-Nouri
Rayan Aït-Nouri (* 6. Juni 2001 in Montreuil) ist ein französischer Fußballspieler algerischer Abstammung. Der linke Außenverteidiger steht seit Juli 2025 beim englischen Erstligisten Manchester City unter Vertrag und seit März 2023 algerischer Nationalspieler.

## Karriere

### Verein
Rayan Aït-Nouri stieß im Jahr 2016 in die Jugend des SCO Angers, nachdem er zuvor für jene des Paris FC gespielt hatte. Am 14. Februar 2018 unterzeichnete er bei den Scoïstes seinen ersten professionellen Vertrag. Am 25. August (3. Spieltag) bestritt er bei der 1:3-Auswärtsniederlage gegen Paris Saint-Germain sein Debüt in der Ligue 1, als er in der 82. Spielminute für Pierrick Capelle. In dieser Saison 2018/19 kam er in drei Ligaspielen zum Einsatz. In der nächsten Spielzeit 2019/20 wurde er unter Trainer Stéphane Moulin zum Stammspieler. Bis zu einer langen Zwangspause aufgrund eines Kieferbruches bestritt er in dieser Saison 17 Ligaspiele, in denen er drei Tore vorbereiten konnte.
Anfang Oktober 2020 wechselte Aït-Nouri bis zum Ende der Saison 2020/21 auf Leihbasis zum englischen Erstligisten Wolverhampton Wanderers. Der Verein aus den West Midlands sicherte sich zusätzlich eine Kaufoption. Unter dem Cheftrainer Nuno Espírito Santo kam Aït-Nouri 21-mal (16-mal in der Startelf) in der Premier League zum Einsatz und erzielte ein Tor. Dazu kamen 3 Einsätze (2-mal von Beginn) im FA Cup. Zur Saison 2021/22 wurde er fest verpflichtet und mit einem Vertrag bis zum 30. Juni 2026, der eine Option auf ein weiteres Jahr enthält, ausgestattet.
Im Sommer 2025 wechselte er zu Manchester City und unterschrieb dort einen Vertrag bis 2030.

### Nationalmannschaft
Aït-Nouri besitzt die französische Staatsbürgerschaft, spielt jedoch aufgrund der Herkunft seiner Eltern für die algerische Nationalmannschaft. Am 5. September 2018 debütierte er beim 1:1-Unentschieden gegen Russland in der französischen U18-Nationalmannschaft. Bis Juni 2019 kam er zu zehn Einsätzen in der U18 und zwei Spielen in der U19. In der Folge entschied er sich jedoch dafür, für die algerische Nationalmannschaft aufzulaufen und feierte dort am 23. März 2023 im Qualifikationsspiel für den Afrika-Cup gegen Niger sein Debüt.